# Rhododendron oldhamii
Rhododendron oldhamii là một loài thực vật có hoa trong họ Thạch nam. Loài này được Maxim. miêu tả khoa học đầu tiên năm 1870.